# ساندي بل
ساندي بل (بالإنجليزية: Hello! Sandybell) سلسلة أنمي يابانية للأطفال، تم إنتاجها عام 1981، وتم بثها في آذار/مارس من العام نفسه على شاشة تلفزيون أساهي الياباني (Asahi TV)، أما العرض الأول في أوروبا كان في فرنسا عام 1988، ولم تلقَ هذه السلسلة رواجاً في أمريكا، إلَّا أنَّها تعتبر من أكثر الأنميات شهرة في الدول العربية ودول آسيا إضافة إلى بعض دول أوروبا.

## القصة
ساندي بل هي فتاة صغيرة تعيش في اسكتلندا مع والدها الذي يربيها بمساعدة جيرانه السيد والسيدة سكوت، ولساندي كلب كبير في الحجم يدعى أوليفر، حيث تقضي أغلب وقتها في اللعب مع أوليفر وأصدقائها، تتصف ساندي بأنها فتاة شقية، ففي الحلقة الأولى فقط تتلقى مربيتها السيدة السكوت عدَّة شكاوى من الجيران بخصوص ما تفعله ساندي بأبنائهم الذين يرجعون إلى البيت بثياب متسخة كل يوم بعد أن يلعبوا أو يتعاركوا مع ساندي. كما يبرز صراع بين ساندي بل وفتاة من أسرة ارستقراطية تدعى الآنسة كيتي التي تسعى للزواج من مارك ابن أصحاب القصر القديم، ويبدأ هذا الصراع نتيجة محبَّة ساندي بل للحيوانات، حيث تقوم ساندي بل بإنقاذ حمل صغير كادت تدهسه سيارة الآنسة كيتي، وفي نفس اليوم تخرج الآنسة كيتي مع سائقها لصيد الطيور بينما تكون ساندي بل مستلقية عند البحيرة، فيسقط طائر مصاب قريباً منها وترفض أن تعطيه للآنسة كيتي. وعندما يحاول السائق أن يأخذ الطائر بالقوة ينطلق الكلب أوليفر ويطرحه أرضاً... ثم تذهب الآنسة كيتي إلى مدير المدرسة لتشتكي من الفتاة التي سرقت صيدها، لكن الأستاذ كريستي والد ساندي يقف في صفِّ ابنته، ولم يكن هذا الحدث إلا تمهيداً للعلاقة الشائكة بين ساندي بل والآنسة كيتي مع اختلافات كبيرة بين الفتاة الريفية المرحة والآنسة الأرستقراطية المتعجرفة. والدة ساندي بل ساندي لا تعرف والدتها، كلُّ ما تعرفه عنها هو ما قاله لها والدها الأستاذ كريستي أنَّها مرضت وماتت منذ زمنٍ بعيد فانتقل مع ابنته إلى هذه القرية، لكنَّ السيد كريستي يرفض أن يخبر ساندي تفاصيل كثيرة عن والدتها، فيما تعيش الفتاة الصغيرة حالة من الحنين لأمِّها تتطور أكثر بعد أن تتعرف إلى الكونتيسة ويلنغتون. القصر القديم في قرية ساندي بل تدخل ساندي بل إلى القصر القديم في القرية لتستعيد الكرة للأطفال، وأثناء تأملها بمقتنيات القصر تجد صورة لصاحبة القصر التي تشبه أمَّها كما تعتقد، لكن ساندي تتفاجأ بوصول الآنسة كيتي إلى القصر التي تتهمها بمحاولة سرقة اللوحة؛ ما يضع والدها في موقف محرج، يضطره إلى صفعها وتأنيبها. تذهب ساندي إلى القصر القديم في اليوم التالي لتعتذر من صاحبته عن دخولها بدون استئذان، فتجد أنَّ صاحبة القصر هي السيدة في اللوحة نفسها، وهي سيدة طيبة جداً تدعوها إلى شرب الشاي في القصر، كما تقوم ساندي بل بجمع أصدقائها وتنظيف حديقة القصر امتناناً للكونتسية، فتحصل على شتلة نرجسٍ أبيض كهدية من صاحبة القصر. حديقة ساندي بل السرية تقوم ساندي بل بزراعة النرجس الأبيض في أرض المرتفعات، وتعتبرها حديقتها السرية التي سمتها (حديقة أمي)، كما تقرر أن تزرع المزيد من الأزهار في هذه الحديقة حتى تصبح حديقة جميلة فيها مختلف أنواع الزهور والألوان، لكن أصدقاء ساندي يكتشفون سرَّ الحديقة ويتلفونها ما عدا زهرة النرجس البيضاء لأنَّ شاباً يظهر فجأة ويمنعهم من إتلاف الزهرة، ثم يختفي دون أن يخبر ساندي بل من هو، يقول لها أنَّه أمير حديقة الزهور. الصراع على حبِّ مارك ابن الكونتيسة تكتشف ساندي بل أن أمير حديقة الزهور هو مارك الابن الوحيد للكونتيسة ويلنغتون، لكنها تشعر بالغيرة من الآنسة كيتي، ما جعلها تبتعد عن مارك حزينة، إلَّا أن مارك ينقذها من الغرق في النهر ما يعيد العلاقة بينهما أقوى مما كانت عليه، لكن إصرار كيتي أنْ تكون مخطوبة إلى مارك يزيد الأمور تعقيداً خاصة وأن ساندي تشجع موهبة مارك في الرسم؛ مما يجعلهما أكثر قرباً من بعضهما. فيما بعد يموت والدا مارك نتيجة حادث سير وتفقد العائلة ثروتها نتيجة الديون، فيقرر مارك الرحيل عن القرية بعد أن رفض عرض الزواج من الآنسة كيتي وهرب من حفلة الخطوبة، كما يترك رسالة لساندي يعدها فيها أنَّه سيكون فناناً كبيراً وسيعود إليها عندها. موت السيد كرستي والد ساندي بل بالتبني يدخل الأستاذ كريستي إلى المشفى نتيجة وعكة صحية، وهناك يكون أول لقاء بين ساندي وادوارد، لكن كريستي يخبر ساندي بسره الكبير عندما يشعر بدنو أجله، يقول لها أنَّها ليست ابنته وأنَّه لا يعرف من هي أمها، كما يطلب منها أن تذهب إلى لندن لتلتقي صديقة رون وود، وهذا ما فعلته ساندي بعد أشهر من وفاة كريستي، فسافرت إلى لندن وأقامت عند السيد رون وود، لكنَّها لاقت معاملة سيئة من زوجته وابنته. القصة الحقيقية لساندي بل تستمع ساندي بل بالصدفة إلى السيد رون وود وهو يروي قصتها، فتعرف أنَّها كانت رضيعة عندما غرقت السفينة التي تقلها مع أبويها، وأنَّ السيد كريستي والسيد رون وود هما من أنقذاها من الموت، لكن لا أحد يعرف إن كانت أمُّ ساندي بل ما زالت على قيد الحياة. نهاية القصة تعمل ساندي بل كمراسلة صحفية لمؤسسة رون وود، كما تتعرف إلى ريكي في لندن الذي يصحبها في رحلاتها، ومن منا لا يتذكر سيارة ساندي بل التي تجوب الشوارع والغابات، كما تذهب ساندي بمهمات صحفية إلى فرنسا واليونان وإيطاليا، ومن المفارقات الدرامية العديدة في العمل أنَّ مارك حبيب ساندي يكون قريباً منها في كل الرحلات دون أن يتمكنا من اللقاء. لكن حدثاً ما يغير حياة ساندي عندما تلتقي بسيدة عجوز كانت على قارب الإنقاذ الذي حمل والدتها؛ فتبدأ رحلة البحث عن والدتها وهي مؤمنة أن والدتها ما تزال على قيد الحياة، واعتباراً من الحلقة أربعين وحتى الحلقة الأخيرة تحدث سلسلة من الأحداث المهمة: •	مارك يفسخ خطوبته من الآنسة كيتي. •	أليكس وكيتي يحبان بعضهما ويتزوجان في النهاية. •	تلتقي ساندي بمارك مجدداً بعد أن ينقذها من العصابة التي خطفتها. •	تحصل ساندي بل على معلومات مهمة عن أمها. أخيراً تجد ساندي بل أمَّها في دير في فرنسا إلَّا أنَّها للأسف تكون فاقدةً للذاكرة، لكنَّ حادثة غرق صديقة ساندي في البحر تعيد الذاكرة إلى والدتها عندما تراها وهي تسبح لإنقاذ صديقتها، كما تكتشف ساندي أن الرجل الذي تعرفت عليه في المشفى هو خالها إدوارد وتروي ساندي لأمِّها كيف قضت تلك السنين في رعاية كرستي ورون وود، كذلك الأم تروي لابنتها الكثير من القصص، وتنتهي السلسلة بمشهد ركض ساندي بل ومارك وخلفهما الأصدقاء ينادون: "ساندي بل ساندي بل"

## شخصيات المسلسل

### ساندي بل
ساندي بل هي فتاة صغيرة (يكون عمرها حوالي 12 سنة عندما تبدأ القصة) تعيش في الريف الإسكتلندي، تتميز شخصيتها بالطيبة والاندفاع والعفوية ما يتسبب لها ببعض المشاكل، هي شخصية طموحة لكنَّها تعيش حالة من الحرمان العاطفي نتيجة فقدانها لأمِّها ما يجعلها تبحث عن أمِّها حتى نهاية السلسلة، وتمرُّ بالعديد من الأزمات العاطفية فضلاً عن المغامرات الشيقة بسبب طبيعة عملها كمراسلة صحفية.

### مارك
وهو حب ساندي بل الكبير وبهجتها الدائمة وضحكتها المتواصلة. يريد أن يصبح فناناً مهما كلف الأمر، ولهذا فحياته مملوءة بالكفاح والجهاد من أجل الحصول على مايريده وهو أن يصبح فناناً معروفاً، ولقد وعد ساندي بأنه سيتزوجها بعد أن يحقق حلمه.

### كيتي
هي سليلة عائلة ارستقراطية، وهي الشخصية المعاكسة لساندي بل، فهي أنيقة دائماً وتتعامل مع الناس بفوقية، حيث يبدأ الاحتكاك بين الشخصيتين (ساندي وكيتي) منذ الحلقة الأولى ليتصاعد حتى الذروة بعد إعجاب مارك ابن أصحاب القصر القديم بساندي بدلاً من كيتي، لكن النهاية تكون جيدة.

### ليزلي كريستي
والد ساندي بل الغير حقيقي، أي الذي رباها بعد وفاة صديقه والد ساندي بل الحقيقي. دائماً يحاول أن يجعل ابنته ساندي بل سعيدة في الحياة، وهو يحبها كثيراً، وتعني له كل شيء في الحياة.

### السيد والسيدة سكوت
وهم جيران السيد كريستي والد ساندي بل، أي جيران بيت ساندي بل. اعتنيا بساندي منذ طفولتها وكانا دائماً موجودان لتقديم المساعدة في كافة الظروف.

### السيد إدوارد
وهو الذي يظهر دائماً إلى جانب ساندي بل عندما تكون حزينة أو في مواقف حرجة، فيغمرها بحنانه ولطفه ومحبته ويصبحان صديقين قريبين من بعضهما البعض. بعد أن تعثر ساندي على والدتها، تكتشف أن إدوارد هو خالها.

### السيد رون وود
صديق والد ساندي بل، هو أول من يستقبلها في لندن في بيته ويوظفها في مؤسسته الصحفية، حيث تعاني بداية من كره زوجته وابنته لها، لكنها تتجاوز هذه المحنة فيما بعد وتصبح صديقة حميمة للعائلة كلِّها

### أليكس
وهو صحفي مغرور، تعرّفت عليه ساندي في لندن. يعمل مراسلاً صحافياً مستقلاً. كان منافساً لساندي ثم أصبح صديقاً لها. اقترن في نهاية القصة بكيتي شيرر.

### ليندا لورنس
وهي والدة ساندي بل الحقيقية وشقيقة السيد إدوارد. هي امرأة جميلة، فقدت ذاكرتها بعد حادث غرق السفينة، وعملت في إحدى الكنائس مربية للأطفال. تستعيد ذاكرتها مرة أخرى وتعيش مع ساندي بل في بيت واحد.

### السيدة ويلنغتون (الكونتيسا)
صاحبة القصر القديم وابنها مارك الكونتيسة ويلنغتون هي الشخصية التي تحرض رغبة ساندي بل في التعرف إلى أمِّها نتيجة الشبه بينهما، وهي سيدة طيبة تتعامل مع ساندي بكل محبَّة لكنها تموت في وقت مبكر من السلسلة، وابنها مارك هو الرسام الذي تقع ساندي في حبه، لكنه يرحل ليحقق أحلامه.

### ريكي
صديق ساندي بل، تتعرف عليه في لندن .

### العالم فابل
```
هو أول مادة صحفية لساندي، وهو عالم حشرات تتبعه ساندي إلى غابات ويلز.
```

## الدبلجة العربية
- ساندي بل : نوال حجازي
- كيتي : وفاء طربيه
- مارك : محمد إبراهيم
- السيد كريستي : وحيد جلال
- ريكي: جيزيل نصر
- ألِك : وحيد جلال
- السيد رون وود : إسماعيل نعنوع
- إدوارد : ميشال ثابت

## انتشار السلسلة
```
تتألف السلسلة من 47 حلقة، مدَّة كلِّ حلقة حوالي عشرين دقيقة، كما تم عرض المسلسل بين عامي 1981 و1990 بعدة لغات هي؛ الفرنسية والإسبانية والإيطالية، إضافة إلى العربية والروسية والسويدية، حيث تنتمي قصة العمل إلى فئة الدراما الواقعية، كما يتميز بوجود خطوطٍ مختلفة منها التراجيديا كما قصة ساندي بل وأمِّها، ومنها الرومانسية في قصتها مع مارك، إضافة إلى الجانب البوليسي فيما يتعلق بملاحقة العصابات. آراء حول سلسلة ساندي بل يعتبر مسلسل ساندي بل مناسباً لكل الأعمار، فهو يخلو من المبالغات الكبيرة ويتميز بشاعرية الحوار والمواقف، كالمشهد الذي تقف فيه ساندي بل أمام حملانٍ ترضع من أمِّها فتقول لها: "أنا أحسدك لأنَّ لك أمّ"، ويعتبر طموح ساندي في أنْ تصبح صحفية رسالة قوية لتعزيز طموح الأطفال والناشئين لتحقيق أهدافهم. كما يصور العمل في الحلقة الخامسة عشرة الفرق بين سكان الريف الطيبين وسكان المدن الذين يفكرون بطريقة عملية ويعيشون ضمن نمط الحياة السريعة، من جهة أخرى تميز العمل بعرضه لمناظر طبيعية خلابة من الريف الإسكتلندي ومن فرنسا وإنجلترا واليونان ونابولي الإيطالية، كما احتوى على العديد من قصص الأكشن في ملاحقة العصابات والخطف أثناء المهمات الصحفية والبحث عن والدة ساندي. أمَّا في تقييم زوار موقع (My Anime List) حصل العمل على 7,16/10، كذلك على تقييم 8/10 من موقع (IMDB)، حيث لاقى العمل رواجاً كبيراً أثناء عرضه وما يزال يعتبر من الأعمال الراسخة في الذاكرة.
```

## كلمات شارة البداية
```
وساندي بل... ساندي بل، أنا اسمي ساندي بل أنا صوت محبة ينادي ويدعو لخير الكل أسافر في الأزمان، أعيش في كل مكان، بقلب كبير الإيمان أحب الحياة وأعمل بجدٍّ وبإخلاص، يتيم لا أشكو لا أسأل وأحب كل الناس
```

ساندي بل ساندي بل، أنا اسمي ساندي بل، هلموا إلي تعالوا أنا صوت محبة ينادي، ويدعو لخير الكل.

## كلمات شارة النهاية
```
وداعاً إلى اللقاء في موعد جديد يطيب فيه اللقاء وتحلو المواعيد سأودعكم وفكري عندكم سأودعكم وقلبي معكم اذكروني، اذكروني ساندي بل لن تنساكم
```

## معلومات النسخة الأصلية
- الاسم الأصلي: Hello! Sandybell.

- الإنتاج: توي أنيميشين (Toei Animation)،
- تلفزيون أساهي الياباني (TV Asahi).

- المؤلف: شيرو جينبو (Shiroh Jinbo).

- سيناريو: هيروشيسا سودا (Hiroshisa Soda) وآخرون.

- المخرج: النسخة الأصلية iroshi Shitara).

- الموسيقى: (Takeo Watanabe)، والمؤثرات لمركز أي ام (E&M Planning Center).

## وصلات خارجية
- ساندي بل على موقع IMDb (الإنجليزية)
- ساندي بل على موقع كينوبويسك (الروسية)
- ساندي بل على موقع ألو سيني (الفرنسية)
- ساندي بل على موقع قاعدة بيانات الفيلم (الإنجليزية)
- ساندي بل على موقع ANN anime (الإنجليزية)